# Вайнагій Іван Васильович
Іва́н Васи́льович Вайна́гій (4 серпня 1928, с. Бедевля — березень, 1996) — український ботанік. Кандидат біологічних наук (1962). Досліджував питання насіннєвого розмноження трав'яних видів рослин субальпійського поясу Українських Карпат. Розробив і опублікував методику вивчення елементів генеративного розмноження трав'яних видів рослин.

## Біографічні відомості
У 1953 році закінчив Ужгородський університет. Вчителював. З 1956 по 1958 — співробітник Науково-природничого музею АН УРСР (м. Львів). З 1963 по 1970 — доцент Чернівецького державного університету.
У 1970-х роках був одним із засновників та 1-м директором Карпатського біосферного заповідника, у якому започаткував науковий гербарій, підготував працю про рідкісні, ендемічні та реліктові види рослин Українських Карпат.

## Вибрані праці
- Схожість насіння дикорослих трав'янистих рослин Карпат у лабораторних умовах // Український ботанічний журнал. — 1963. — Т. 20, № 1;
- Динаміка схожості і життєздатності насіння деяких трав'янистих рослин Карпат // Український ботанічний журнал. — 1971. — Т. 28, № 4;
- О методике изучения семенной продуктивности растений // Ботанический журнал. — 1974. — Т. 59, № 6;
- Рідкісні рослини Карпатського заповідника та організація їх охорони // Інтродукція та акліматизація рослин на Україні. К., 1983.